# Knut Schreiner
Knut Schreiner (ur. 18 grudnia 1974 w Oslo), znany również jako Euroboy – norweski muzyk, kompozytor, wokalista i multiinstrumentalista, a także producent muzyczny. Knut Schreiner znany jest przede wszystkim z występów w rockowym zespole Turbonegro, którego jest członkiem od 1996 roku. Wraz z zespołem otrzymał nagrodę norweskiego przemysłu fonograficznego Spellemannprisen. Muzyk jest także wokalistą zespołu Euroboys, wcześniej znanego pod nazwą Kåre and the Cavemen.
Był także członkiem krótkotrwałego projektu Black Diamond Brigade. Skład współtworzyli ponadto Sigurd "Satyr" Wongraven z zespołu Satyricon, Torgny Amdam związany z kwintetem Amulet, lider Ralph Myerz and the Jack Herren Band - Tarjei Strøm oraz Billy Gould znany z występów w Faith No More. Formacja zarejestrowała jeden singel na którym znalazła się interpretacja utworu "Black Diamond" z repertuaru Kiss. Utwór dotarł do 5. miejsca norweskiej listy przebojów.
Jako producent muzyczny współpracował z takimi wykonawcami i zespołami jak: Silver, Tellusalie, View, Elvira Nikolaisen, Amulet i The Lovethugs. W 2002 roku w Oslo wraz z Andersem Mollerem z Euroboys otworzył studio nagraniowe pod nazwą Crystal Canyon.
W marcu 2008 roku u Schreinera została zdiagnozowana ziarnica złośliwa. Z końcem roku muzyk poinformował iż zwalczył chorobę.

## Wybrana dyskografia
- Kåre and the Cavemen – Jet Age (1997, Virgin Records)
- Turbonegro – Apocalypse Dudes (1998, Virgin Records)
- Kåre and the Cavemen – Long Day's Flight 'till Tomorrow (1999, Man's Ruin Records)
- Turbonegro – Scandinavian Leather (2003, Burning Heart Records)
- Rune Lindbæk – Søndag (2000, Repap, gościnnie gitara)[9]
- Euroboys – Getting Out of Nowhere (2000, Virgin Records)
- Ambassaden På Grønland – Vak Er Tilbak (2000, Z Records, gościnnie gitara)[10]
- View – All Love Is Lost Forever (2001, Tatra Productions, produkcja muzyczna)[11]
- scn – Inside Out (2001, George Bros Experience, gościnnie gitara)[12]
- Amulet – Freedom Fighters (2001, Bitzcore, gościnnie gitara)[13]
- Satyricon – Volcano (2002, Capitol Records, gościnnie gitara)[14]
- Amulet – Danger! Danger! (2003, Columbia Records, produkcja muzyczna)[15]
- Euroboys – Soft Focus (2004, Virgin Records/EMI)
- Tellusalie – Tangerine Dreams (2004, Forward Records, produkcja muzyczna)[16]
- Turbonegro – Party Animals (2005, Burning Heart Records)
- Scum – Gospels For The Sick (2005, DogJob Records, gościnnie gitara)[17]
- Amerika – The Good Luck (2005, Columbia Records, gościnnie gitara)[18]
- Elvira Nikolaisen – Quiet Exit (2006, Sony BMG, produkcja muzyczna)[19]
- Turbonegro – Retox (2007, Scandinavian Leather Recordings)